# シノビガミ
「シノビガミ」は、日本のテーブルトークRPG作品のシリーズ。作者は河嶋陶一朗・冒険企画局。新紀元社から2009年4月に発売が開始された。

## 概要
河嶋陶一朗が考案をした汎用のTRPGシステム「サイコロ・フィクション」を使用した第2弾の作品。プレイヤーは、現代の日本を主な舞台に、忍者となって冒険をする。前半がリプレイパート、後半がルールパートの構成をとる。プレイヤーキャラクターは、それぞれ秘密を持っており、秘密の探り合いが展開を左右するようになっている。プレイヤーキャラクター同士が対立する秘密がある場合は、PvPの状況にもなる。
ルールブック兼リプレイは全4巻で終了したが、2010年現在、独立したリプレイシリーズが続行中である。

## プレイヤーキャラクター
プレイヤーは忍者のプレイヤーキャラクター（PC）を作成する。2巻の追加ルールにより、一般人のPCが作成できるようになった。

### 六大勢力
忍者たちの流派は大きく6つに分かれており、忍者のPCはこのうちのいずれかに属することになる。2巻からはそれぞれの下位（または同盟）流派が追加され、選択肢が増えた。
斜歯忍軍（はすばにんぐん）
科学技術に精通し、忍具（忍法で使う道具）の開発に長けた流派。すべての忍法を技術で再現することを目指しており、忍法を封印して回る鞍馬神流を嫌っている。雑賀衆の流れを汲んでおり、表の顔は世界的企業である八咫重工。
下位流派 : 機械化忍者(いわゆるサイボーグ)部隊の鍔鑿組（つばのみぐみ）、忍具開発部隊の大槌群（おおづちぐん）、分析部門の指矩班（さしがねはん）。退魔編で魔術行使者の御釘衆（おくぎしゅう）が追加された。
鞍馬神流（くらましんりゅう）
異形のものを滅ぼし、忍者の存在を陰の世界にとどめておこうとする流派。剣術などの武術を極める者達の集まり。怪物の血を引く隠忍の血統を狩ろうとする。
下位流派 : 裏切り者を抹殺する廻鴉（まわりがらす）、銃器を使うバヨネット、自ら隠忍となって隠忍と戦う魔王流（まおうりゅう）。退魔編で妖魔を滅ぼすための拳技を極めた蓮華王拳（れんげおうけん）が追加された。
隠忍の血統（おにのけっとう）
歴史を通じて弾圧されてきた異形の存在の末裔。体制側の比良坂機関への恨みは深い。十数年前に六大勢力それぞれが一つずつ持っていた神器を奪いシノビガミ召喚を行うも失敗し、街一つを異界にしてしまっている。
下位または同盟流派 : ヤマト王権に滅ぼされた先住民族の子孫である土蜘蛛、吸血鬼となった秦の始皇帝の眷属である血社（シエシャー）、年月を経て人間に化けるようになった獣たちである凶尾（まがつび）。退魔編で取り替え子の長耳が追加された。
比良坂機関（ひらさかきかん）
忍者による日本政府の諜報機関。日本の国益を何よりも重視するため、留学生を積極的に受け入れる私立御斎学園を快く思っていない。比良坂流古神道が母体となっている。
下位流派 : 生きながら黄泉の国を行き来する巫女の常夜（とこよ）、素顔を隠した女性だけの戦闘集団の醜女衆（しこめしゅう）、政府内に設置された出先機関の公安隠密局。退魔編で毒遣いでVIPを影から操る、政府御用達の病院兼娼館である麝香（じゃこう）会総合病院が追加された。
私立御斎学園（しりつおとぎがくえん）
小中高一貫の進学校。実は忍者の養成機関であり、何も知らない多くの一般生徒にまぎれて若き忍者たちが通っている。異能の力を好き勝手に使うハグレモノと仇敵関係にある。
下位流派 : 学園OBの教師が結成した特命臨時教職員派遣委員会、生徒たちの自治組織である御斎学園生徒会、くノ一専門の姉妹校である私立多羅尾女学院。退魔編で迷宮デイズとのコラボである旧校舎管理委員会が追加された。
ハグレモノ
厳密には統一された集団ではなく、小規模な流派やフリーの忍者を総称してこう呼ぶ。忍法を狩り集める斜歯忍軍による犠牲者が多く、復讐をもくろむ者もいる。
有名中堅流派 : 暗殺者集団の夜顔（よるがお）、戦いつかれた抜け忍たちの隠れ里であるNo.9、各国の忍者が緩やかに連携した世界忍者連合。退魔編で影使いの影絵座、発火能力者の一族である不知火（しらぬい）、邪眼の持ち主である咎眼流（とがめりゅう）が追加。基本ルールブックで主を失った忍獣達の集まりであるブレーメン、大判ルールブック未掲載流派で死の世界からよみがえってきた者どもデッドマンが追加された。

### 一般人
尋常ではない秘密を持つキャラクターばかりだが、忍者以外のPCはすべてこれに分類される。字義通りの一般人は、本作ではエキストラにしかなれない。
歩く災厄
実は悪人だったり、人を魅惑するような一面を持っていたりと、大きな秘密を抱えた者たち。
増殖者
忍者を強化する奇妙な力を宿した者たち。
異人
魔法使いや亡者など、忍者以外の超越的な能力の持ち主。

## 行為判定
六面体サイコロを2つ（2D6）使用する上方判定。
ゲーム中、ある行為の成否を判定するとき、ゲームマスター（GM）は特技表の中からふさわしい特技を指定する。判定を行うキャラクターが指定された特技を持っているとき、目標値は5となる（成功確率83%）。
指定された特技がなければ、自分の持っている特技で代用できる。この場合、両特技が表の中で何マス離れているかを数え、その数を目標値に加える（それだけ難度が増す）。

## ゲームの進行
本ゲームでは、プレイヤーの行動を均等にするために、「サイクル」という概念を使用する。各プレイヤーは1サイクルにつき1回、主要な行動を取ることができ、その手番のことを「シーン」と呼ぶ。プレイヤー全員が手番を終えたら、次のサイクルに移行する。
具体的にどんな行動が可能かは、その時の「フェイズ」による。ゲームは「導入フェイズ」→「メインフェイズ」→「クライマックスフェイズ」の順に進行していく。
また、シナリオの記述にはハンドアウトを使用する。ハンドアウトは【使命】と【秘密】に分かれる（後述）。

### 導入フェイズ
キャラクターが事件にかかわることになった経緯を説明するフェイズ。1サイクルで終了する。
各プレイヤーは、GMから果たすべき【使命】と、非開示の個人情報【秘密】を与えられる。【秘密】の内容はさまざまだが、多くは【使命】の達成に関わるものであり、場合によっては表向きの目的とは別の【使命】が書かれていることもある。なお、自分の【秘密】を自分から明らかにすることはできない。

### メインフェイズ
ゲーム上の中心となるフェイズ。シナリオ上で設定した条件を果たすと終了する。ここでのシーンはドラマと戦闘の2種に分かれ、プレイヤーがどちらを行うかを決める。

#### ドラマシーン
キャラクターの日常風景や、忍者としての活動を描写するシーン。プレイヤーは演出をした後で任意の特技で判定を行い、成功すれば以下の効果のどれか1つを得る。
1. 生命力の回復。
2. 情報の獲得。他キャラクターの【秘密】または【居所】1つを突き止める。
3. 同じシーンにいる別のキャラクター1人を選び、お互いへの【感情】を得る。その種類はサイコロで候補をしぼった中から選択する。【感情】を持っている相手が得た情報は、連鎖的に知ることができる（ただし、二重連鎖は起こらない）。

#### 戦闘シーン
キャラクター同士の戦闘を行うシーン。戦闘を仕掛けられる対象は【居所】がわかっている相手のみ。また、【感情】を持っている相手が戦闘に突入した場合、乱入ができる。
戦闘参加者は、はじめに1 - 6の任意の数字「プロット値」を決める。これは戦闘時の移動速度を数値化したものである。プロット値が高い者から攻撃を開始できるが、プロット値=ファンブル値であるため同時に判定に失敗する可能性も高くなる。また、プロット値=そのターンで使用できる忍術のコストの合計でもある上に、あまりにプロット値が離れていると攻撃の間合いからはずれてしまう。プロット値は1ラウンド毎に決定しなおす。
戦闘の勝者は、敗者の1人を選び、以下の戦果のどれか1つを得る。
1. 情報の獲得。ドラマシーンと異なり、相手が持っているもののみ。
2. 相手の自分に対する【感情】を好きな種類に変化させる。自分から相手への【感情】でも可。
3. 相手が「プライズ」を所持しているなら、奪うことができる。プライズとは、忍法の秘伝やヒロインなど、シナリオ上設定された特殊な存在のこと。

### クライマックスフェイズ
最後の戦闘を行うシーン。ここでは生命力が0になるまで脱落することはできない。また、0になった場合は死亡することもある（プレイヤーが選択可。死亡すると最期の行動ができる）。

## リプレイ
忍者の登場人物が所属する流派については、#プレイヤーキャラクターの項を参照。

### 闇斬る刃
東京郊外にある東雲高校は、自由な校風で知られている。校舎は緑に囲まれ、環境的にも申し分ない。だが、平和に暮らす多くの生徒の知らぬ間に、学園の陰で忍者が死闘を行っていたのだった。
陽向 影斗（ひむかい えいと）
プレイヤー : 落合なごみ
ハグレモノ / 男 / 17歳
祖父と両親の仇を捜し求める少年忍者。修行に明け暮れていたせいで人付き合いが苦手であり、好意を寄せてくる風間祭莉への接し方に悩むが、心根は優しい人物。
飯綱 幻蔵（いづな げんぞう）
プレイヤー : 魚蹴
隠忍の血統 / 男 / 年齢不詳
鼬（いたち）の化身とも言われる幻術使い。真面目で冷徹な性格で、上忍からの信頼も篤い。東雲高校に隠された秘伝「畸忍曼荼羅」を求めて、教師として潜入する。
ビル風 あばん（びるかぜ あばん）
プレイヤー : 速水螺旋人
鞍馬神流 / 女 / 16歳
都市戦闘に特化した「丸独党」所属の女忍者。鼠を使役する。以前に幻蔵を襲撃して返り討ちに遭った際、体内に埋め込まれた特殊な針の効果で操られており、彼を「主人」と呼んでいる。
九重 ルツボ（ここのえ るつぼ）
プレイヤー : イケダサトシ
斜歯忍軍 / 女 / 年齢不詳
東雲高校生徒会長で、学園の規律を守るのが使命。実は薬学研究機関「坩堝衆」に属し、謎の液体「友達汁」をはじめとする薬品を体から分泌できる。少女の姿をしているが、薬で若さを保っているとも言われる。

### 刃魔激突
中国地方の高坂市を舞台に繰り広げられる「刃魔の契り」。それは、隠忍の血統の男子3名と鞍馬神流の女子3名が戦い、勝者が多い流派が相手を併呑できるという取り決めのもとに行われる、死闘と婚姻の儀式だった。
京 八葉（かなどめ やつは）
プレイヤー : イケダサトシ
魔王流 / 女 / 18歳
隠忍を狩るために自らも隠忍となった一族の娘。現在は婿探しの途中。茨城方言に似た奇妙ななまりでしゃべる。
ビル風 あばん
プレイヤー : 速水螺旋人
鞍馬神流 / 女 / 16歳
丸独党の女忍者。本来は仇敵のはずの幻蔵に対して想いを寄せており、なんとか彼の心を得ようとして積極的に攻勢をかける。
飯綱 幻蔵
プレイヤー : 魚蹴
凶尾 / 男 / 年齢不詳
幻術使い。今回は無免許医に身をやつしている。その冷徹さから下忍たちに恐れられていたが、最近は厳しさもいくらかやわらいだ様子。
陽向 影斗
プレイヤー : 落合なごみ
ハグレモノ / 男 / 17歳
少年忍者。2か月前に学校から姿を消しており、高坂市に現れたときは別人のように冷酷な性格に変わっていた。隠忍の血統に協力する形で参戦。
風間 祭莉（かざま まつり）
プレイヤー : 七原しえ
一般人 / 女 / 17歳
ごく普通の女子高生。影斗を追いかけて高坂市までやってきた。お弁当作りがとてもうまい。

### るつぼ奇譚
斜歯忍軍の神器「神鏡」(MIKAGAMI)回収の忍務を受け、魔術結社「旧世界秩序」の巣食う豪華客船に潜入した九重ルツボ。しかし彼女の前に現れたのは、自分と同じ顔をした3人のルツボだった。果たして本物は誰か。そして、彼らはとんでもない世界の危機に巻き込まれ・・・
GMが「PCの正体がバレた」と判断するまで仮のキャラクターシートを使用し、正体判明後はそれとは別に用意したキャラクターシートに交換してプレイを行うという変則ルールの下でセッションが行われた。
会長ルツボ
斜歯忍軍 / 女 / 年齢不詳
東雲高校の生徒会長。世界一周の修学旅行で、生徒たちを率いて船に乗り込んだ。
眼鏡ルツボ
斜歯忍軍 / 女 / 年齢不詳
近衛ルツボを名乗り、東雲高校1年に転入してきた少女。外見は会長そっくりだが、彼女は眼鏡をかけている。
コックルツボ
斜歯忍軍 / 女 / 年齢不詳
1か月前にシンガポールの港で入船してきた料理人。汁物が得意らしい。
チャイナルツボ
斜歯忍軍 / 女 / 年齢不詳
普通の客として乗船。VIP用の客室を取っていた。名前の由来は、チャイナドレスを着用しているから。

### 棄神宮殿
リプレイシリーズ最終巻。季節は秋、五大流派が手を組んで送り込んだ忍者集団「最後の晩餐」が東雲高校を襲う。その目標は学園そのものの抹消だった。
陽向 影斗
プレイヤー : 落合なごみ
ハグレモノ / 男 / 17歳
道を見失った少年忍者。愛する少女を喪った空虚さを抱えたまま東雲高校に帰還したところを「最後の晩餐」に狙われる。
ビル風 あばん
プレイヤー : 速水螺旋人
鞍馬神流 / 女 / 16歳
「最後の晩餐」の1人として登場。何らかの思惑で、夫であるはずの幻蔵にも容赦なく刃を向ける。
九重 ルツボ
プレイヤー : イケダサトシ
斜歯忍軍 / 女 / 年齢不詳
東雲高校で行われていた「るつぼ計画」の管理人だったが、前回で斜歯忍軍を裏切って職務を逸脱した行動に出たために「最後の晩餐」の標的となった。
飯綱 幻蔵
プレイヤー : 魚蹴
凶尾 / 男 / 年齢不詳
嫁に迎えたあばんが連れ去られたため、以前の冷静さをかなぐり捨てて彼女の奪回のために駆けつける。

## リプレイ戦（イクサ）
超名門進学校「私立御斎学園」に転校してきた少女・化野 天華は「友達」を作るため、生徒会長を決める「六道祭」への参加を決意する。その実態が生徒同士の血闘だと知らずに……。
化野 天華（あだしの てんか）
プレイヤー : 小町梨純
ハグレモノ / 女 / 16歳
片田舎の山の中で化け狐に育てられた少女。「友達をたくさん作る」ことを【使命】としている。
緑川 白子（みどりかわ しろこ）
プレイヤー : 池田朝佳
御斎学園生徒会 / 女 / 17歳
幼い頃、私立御斎学園に引き取られ、シノビとして育てられた少女。育ててくれた御斎学園への恩返しになると思い「六道祭」の勝利を目指す。
藤林 修羅ノ介（ふじばやし しゅらのすけ）
プレイヤー : 田中天
御斎学園生徒会 / 男 / 20歳
伊賀の上忍三家の一つ・藤林氏の末裔。シノビガミに遭遇したため肉体の大部分を失い、秘伝書「萬川集海」によって、仮初の体を構成している。高校2年生を5回繰り返している。現生徒会副会長。
飯綱 幻蔵（いづな げんぞう）
プレイヤー : 魚蹴
凶尾 / 男 / 年齢不詳
私立御斎学園の養護教諭。何らかの忍務の一環で学園に潜入している。『闇斬る刃』『刃魔激突』に続いての参加。

## リプレイ退魔編
2011年に開始されたリプレイ新シリーズ。地獄門が開放されたことにより、妖魔が溢れかえった世界を舞台にしている。

### 冥王裁判
鴉（からす）
プレイヤー : 魚蹴
鞍馬神流 / 男 / 20代後半
目を覚ます以前の記憶をすべて失っていた男。「鴉」の名はかなりあによって付けられた。左腕が「断弖」と呼ばれ、怪物を倒すことができることを知っていた。
かなりあ
プレイヤー : 池田朝佳
ハグレモノ / 女 / 13歳
ヒノミキ教団に監禁されていた少女。外の世界に強く憧れており、意を決して逃げ出した。
スクリーミング・ミーミー
プレイヤー : 速水螺旋人
比良坂機関 / 女 / 年齢不詳
いつも女性警察官の格好をしている謎のクノイチ。自称「奈良県警十津川署忍九課」所属だがそんな部署は実在しない。
機鋏 ハサミ（きばさみ ハサミ）
プレイヤー : イケダサトシ
斜歯忍軍 / 男 / 17歳
機鋏組の最後の一人。スクリーミング・ミーミーと共に妖魔退治に挑む。いわゆる男の娘。

### 龍動忍法帖
鴉
プレイヤー : 魚蹴
鞍馬神流 / 男 / 20代後半
夜鳴鶯（ないちんげーる）
プレイヤー : 池田朝佳
血社 / 女 / 年齢不詳
かなりあに瓜二つの少女。その正体は吸血鬼であり、それゆえ年齢は不明。
バロン・バーソロミュー・バスカヴィル
プレイヤー : 速水螺旋人
比良坂機関 / 男 / 39歳
英国情報局秘密情報部MI6に所属する特殊工作員。騎士道精神溢れる紳士だが、少年愛者でもある。
機鋏 ハサミ
プレイヤー : イケダサトシ
斜歯忍軍 / 男 / 17歳
ジェネラル・カイザー・ローマ
プレイヤー : びぃえむ
世界忍者連合 / 男 / 不明
ローマ皇帝を標榜する謎のスーパーヒーロー。古代ローマの版図全体を日々パトロールしている。

## サポート
- 「Role&Roll」 - シナリオやサポート記事が掲載されている。
- 『まるごと一冊冒険企画局』　新紀元社、2010年。 - ムック。公式シナリオ『ロードムービー』の読者投稿リプレイを掲載。

## 書誌情報

### ルールおよびリプレイ
- 『現代忍術バトルRPG シノビガミ - 忍神 -』　新紀元社〈Role&Roll Books〉、2009年。 ISBN 978-4775307168
- 『シノビガミ リプレイ シノビガミ弐 刃魔激突』　新紀元社〈Role&Roll Books〉、2009年。ISBN 978-4775307670
- 『シノビガミ リプレイ シノビガミ参 るつぼ奇譚』　新紀元社〈Role&Roll Books〉、2010年。ISBN 978-4775308042 - 『迷宮デイズ』、『ハンターズ・ムーン』など他の冒険企画局作品の設定やキャラクターが登場する。
- 『シノビガミ リプレイ シノビガミ死 棄神宮殿』　新紀元社〈Role&Roll Books〉、2010年。ISBN 978-4775308554
- 『シノビガミ リプレイ シノビガミ乱 不帰城』　新紀元社〈Role&Roll Books〉、2011年。ISBN 978-4775308851
- 『シノビガミ リプレイ シノビガミ怪 冥王裁判』　新紀元社〈Role&Roll Books〉、2011年。ISBN 978-4775309148
- 『シノビガミ リプレイ シノビガミ龍 龍動忍法帖』　新紀元社〈Role&Roll Books〉、2012年。ISBN 978-4775309681
- 『シノビガミ リプレイ シノビガミ悪 七人の悪魔忍者』　新紀元社〈Role&Roll Books〉、2013年。ISBN 978-4775310311

### 基本ルールブック
- 『忍術バトルRPG シノビガミ 基本ルールブック』　新紀元社〈Role&Roll RPGシリーズ〉、2012年。ISBN 978-4775310922 - それまでに発売されたルールをまとめたうえで再調整、新データの追加等の編集を行ったもの。

### リプレイ戦シリーズ
- 『シノビガミ・リプレイ戦(1) 事無草、咲く』　富士見書房〈富士見ドラゴンブック〉、2010年。ISBN 978-4829145906
- 『シノビガミ・リプレイ戦(2) 妖狐、中天に舞う』 富士見書房〈富士見ドラゴンブック〉、2011年。ISBN 978-4829146088